# Eduard Ramírez
Eduard Ramírez Comeig (Eduard Ramírez como nombre de pluma; Valencia, 22 de julio de 1972) es un filósofo, gestor cultural y poeta español.

## Biografía
Licenciado en Filosofía por la Universidad de Valencia, su trabajo se ha desarrollado entre la escritura y como informador juvenil; es miembro fundador de la «Confraria del Bon Beure» entre otras iniciativas y actividades asociativas, y ha coordinado el proyecto de la Associació Cívica Tirant lo Blanc, Creuallibres. También colabora habitualmente en prensa, revistas culturales, científicas y otros medios de comunicación, como el suplemento cultural Posdata del diario Levante-EMV, Fonoll, Lletres valencianes, Pensat i fet o El Temps, entre otros, y es el director de la revista de libros Caràcters desde abril del 2010.

## Poética
Su obra poética ha sido incluida en varias antologías como Lletra valenciana — Antologia de joves escriptors del País Valencià— (L’Aixernador-AJELC, 1994); Del camí (Germania, 1996); Poesia noranta (Oikos-Tau, 1997); La pell dels somnis (Fonoll, 2003) o For sale —50 veus de la terra— (Edicions 96, 2010) entre otras, y fue reconocido con la concesión del premio literario Parc Taulí de poesía, por el poemario L'usdefruit encara, en el año 2008.

## Obra
Entre otras publicaciones de compilaciones de poemas, libros o coordinaciones que ha elaborado se pueden mencionar:
Investigación y divulgación
- Els estudiants prenem part; associacionisme i participació a la UVEG, coordinación, con otros autores (Valencia: Universidad de Valencia, 2002)[3][1]
- Temps de rebel·lió, coordinación (Valencia: Universidad de Valencia, 2002)[1][2]
- Per la Universitat pública, valenciana i democràtica. Més de 25 anys del Bloc d’Estudiants Agermanats (PUV, 2012)[2]

Poesía
- Del renou i del descans —Poemes del port— (San José: Res Publica, 2001)
- Trànsits nord —Traspuats per l’esma de ciutat— (Valencia: Brosquil, 2005)
- L'usdefruit encara (Barcelona: Proa, 2009)